# Elezioni presidenziali in Ucraina del 2010
Le elezioni presidenziali in Ucraina del 2010 si tennero il 17 gennaio (primo turno) e il 7 febbraio (secondo turno); videro la vittoria di Viktor Janukovyč, espressione del Partito delle Regioni.
Secondo i successivi report dell'OCSE e dell'Assemblea Parlamentare del Consiglio d'Europa, le consultazioni si sono svolte regolarmente, in un contesto equo e trasparente.

## Risultati
| Candidati             | Partiti                      | I turno    | I turno | II turno   | II turno |
| Candidati             | Partiti                      | Voti       | %       | Voti       | %        |
| --------------------- | ---------------------------- | ---------- | ------- | ---------- | -------- |
| Viktor Janukovyč      | Partito delle Regioni        | 8 686 642  | 35,33   | 12 481 266 | 48,96    |
| Julija Tymošenko      | Blocco Julija Tymošenko      | 6 159 810  | 25,05   | 11 593 357 | 45,48    |
| Serhij Tihipko        | Ucraina Forte                | 3 211 198  | 13,06   |            |          |
| Arsenij Jacenjuk      | Indipendente                 | 1 711 737  | 6,96    |            |          |
| Viktor Juščenko       | Indipendente                 | 1 341 534  | 5,46    |            |          |
| Petro Symonenko       | Partito Comunista d'Ucraina  | 872 877    | 3,55    |            |          |
| Volodymyr Lytvyn      | Partito Popolare             | 578 883    | 2,35    |            |          |
| Oleh Tjahnybok        | Svoboda                      | 352 282    | 1,43    |            |          |
| Anatolij Hrycenko     | Indipendente                 | 296 412    | 1,21    |            |          |
| Inna Bohoslovs'ka     | Indipendente                 | 102 435    | 0,42    |            |          |
| Oleksandr Moroz       | Partito Socialista d'Ucraina | 95 169     | 0,39    |            |          |
| Jurij Kostenko        | Partito Popolare Ucraino     | 54 376     | 0,22    |            |          |
| Ljudmyla Suprun       | Partito Democratico-Popolare | 47 349     | 0,19    |            |          |
| Vasil' Protyvsich     | Indipendente                 | 40 352     | 0,16    |            |          |
| Oleksandr Pabat       | Indipendente                 | 35 474     | 0,14    |            |          |
| Serhij Ratušnjak      | Indipendente                 | 29 795     | 0,12    |            |          |
| Mychajlo Brods'kyj    | Indipendente                 | 14 991     | 0,06    |            |          |
| Oleh Rjabokon'        | Indipendente                 | 8 334      | 0,03    |            |          |
| Nessuno dei candidati | Nessuno dei candidati        | 542 819    | 2,21    | 1 113 055  | 4,37     |
| Voti non validi       | Voti non validi              | 405 799    | 1,65    | 305 851    | 1,20     |
| Totale                | Totale                       | 24 588 268 | 100     | 25 493 529 | 100      |